# Phrynops hilarii
Espèce
Synonymes
- Platemys hilarii Duméril & Bibron, 1835
- Spatulemys lasalae Gray, 1872

Phrynops hilarii est une espèce de tortue de la famille des Chelidae.

## Répartition
Cette espèce se rencontre :
- au Brésil dans les États de Santa Catarina et du Rio Grande do Sul ;
- en Uruguay ;
- au Paraguay ;
- en Argentine dans les provinces de Formosa, du Chaco, de Tucumán, de Santiago del Estero, de Santa Fe, de Misiones, de Corrientes, d'Entre Ríos, de Buenos Aires, de Córdoba, de Mendoza et de San Juan.

## Étymologie
Cette espèce est nommée en l'honneur d'Isidore Geoffroy Saint-Hilaire.

## Publication originale
- Duméril et Bibron, 1835 : Erpétologie Générale ou Histoire Naturelle Complète des Reptiles, vol. 2. Librairie Encyclopédique de Roret, Paris, p. 1-680 (texte intégral).